# Evippa solanensis
Espèce
Evippa solanensis est une espèce d'araignées aranéomorphes de la famille des Lycosidae.

## Distribution
Cette espèce est endémique d'Himachal Pradesh en Inde,.

## Description
La femelle holotype mesure 6,10 mm.

## Publication originale
- Tikader & Malhotra, 1980 : « Lycosidae (Wolf-spiders) ». Fauna India (Araneae), vol. 1, p. 248-447 (lire en ligne).